# غطس
رياضة  الغطس هي أحد الرياضات القديمة والشعبية والممارسة بشكل كبير في أماكن السباحة، وادخلت ضمن مسابقات السباحة في الألعاب الأولمبية الدولية منذ دورة باريس عام 1900. وهي من الرياضات التي تعتمد على البناء العضلي والقوة البدنية والمرونة العالية، كرياضة الجمباز مثلا.
منافسات الغطس لدورة الألعاب الأولمبية 2016 في البرازيل

## منافسات الغطس
هناك نوعان من مسابقات الغطس فهناك

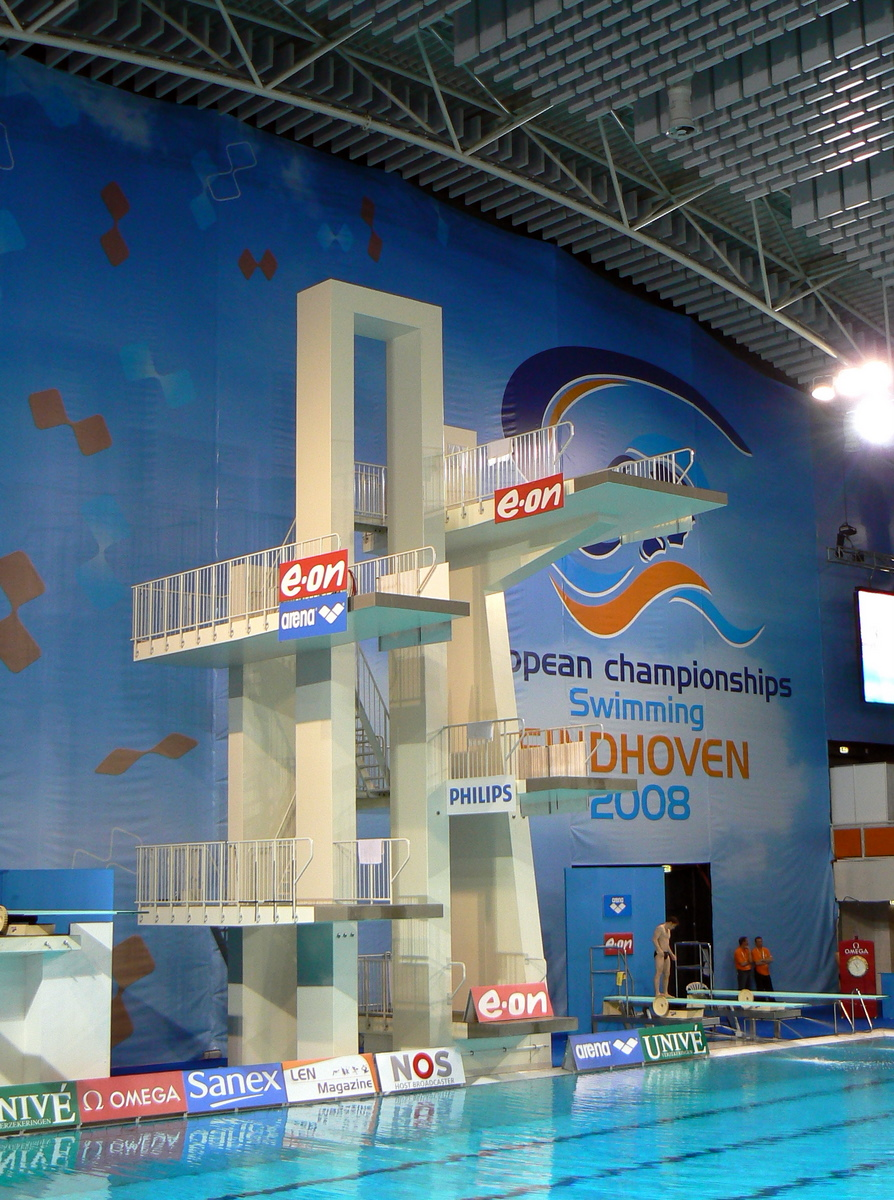
منصة القفز في المسابقات

- القفز من المنط المرن بارتفاع 1 متر، وبارتفاع 3 متر.
- القفز من منصة السباحة الثابتة. بارتفاع 5 متر عن سطح الماء كحد ادنى.

### القفز الفردي
على اللاعب أن يقوم بمجموعة من القفزات المتنوعة في الماء، ووفقا لإلتزام اللاعب بتنفيذ القفزة المطلوبة منه، تقوم هيئة التحكيم المكونة عادة من حكم عام وخمسة قضاة (في المسابقات المحلية) أو سبعة قضاة(في المسابقات الدولية) بتقييم القفزة ومدة دقة التنفيذ وسلامة الحركة. ويحصل على اللقب من يحصل على أعلى قيمة من مجموع الدرجات .

### الغطس المتزامن
أحد منافسات الغطس للفرق والمكونة من لاعبين يقومان بتنفيذ القفزة بشكل متزامن سويا سواء من اللوح المتحرك أو الثابت. ويتم تقييم القفزة بقياس مستوى صعوبة القفزة والتوافق الكبير بين الثنائي.

## وصلات خارجية
- FINA
- USA Diving
- AAU Diving
- NCAA
- USA Masters' Diving.
- NCAA Woman's Swimming and Diving
- FINA table of degree of difficulty
- Hobie Billingsly
- Diving mentality